# Virus Puumala
El virus Puumala es una especie de hantavirus, y causa nefropatía epidémica.  Es común en el norte de Europa y de Rusia.
El topillo rojo (Myodes glareolus) actúa como reservorio para el virus, y la nefropatía epidémica alcanza picos al mismo tiempo que la población de esos roedores, típicamente cada 3 o 4 años. Los granjeros están expuestos a los excrementos de esos animales y que están más comúnmente infectados.
El virus fue hallado y nombrado en 1980 por dos investigadores fineses Markus Brummer-Korvenkontio y Antti Vaheri.
Puumala es un municipio de Finlandia.
- Datos: Q29002553
- Especies: Puumala orthohantavirus